# نبرد دریای فیلیپین
نبرد دریای فیلیپین نبردی دریایی است در جنگ جهانی دوم که در تاریخ ۱۹ ژوئن و ۲۰ ژوئن سال ۱۹۴۴ میان ایالات متحده آمریکا و امپراتوری ژاپن صورت گرفت و با پیروزی ایالات متحده آمریکا و شکست سنگین ژاپن پایان یافت.